# Gibb McLaughlin
Gibb McLaughlin (* 19. Juli 1884 in Sunderland, Vereinigtes Königreich; † 27. November 1960 angeblich in London) war ein britischer Schauspieler.

## Leben und Wirken
McLaughlin ist seit 1911 als Schauspieler nachzuweisen, als er unter der Leitung von Robert Courtneidge am Theater auftrat. Frühe Auftritte absolvierte Gibb McLaughlin in den Stücken Princess Caprice und The Arcadians. Mit The Belle of New York ging er auf Tournee durch Großbritannien, 1913 feierte er seinen ersten Erfolg am Londoner Comedy Theatre mit den Stücken Strife und Jim the Penman.
1920 gab Gibb McLaughlin sein Filmdebüt, als er in Beyond the Dreams of Avarice die kleine Rolle des Satans übernahm. In den folgenden vier Jahrzehnten spielte der dürre Schauspieler mit dem markanten, eingefallenen Gesicht, der gewaltigen Nase und der besorgten bis finsteren Miene eine Fülle von kleinen bis kleinsten Rollen; sowohl in B-Filmen als auch in ambitionierten Großproduktionen wie Das Privatleben Heinrichs VIII., Katharina die Große, Die scharlachrote Blume, Cäsar und Cleopatra und Oliver Twist. 1933 sah man ihn mit der Hauptrolle des Sir Grant Rayburn in dem Drama “High Finance”, eine weitere tragende Rolle hatte der Künstler Ende 1937 mit dem titelgebenden Mr. Reeder in der Adaption einer Edgar-Wallace-Vorlage, “Mr. Reeder in Room 13”, erhalten.
McLaughlin-Chargen spiegeln faktisch die gesamte Palette der Kleinstrollen wider: er verkörperte Beamte, Geistliche, Elektriker, Portiers, Henker, Spione, Generale und Vertreter des Hochadels. Trotz seiner intensiven Arbeit für den Kinofilm und zuletzt auch für das britische Fernsehen blieb Gibb McLaughlin primär der Bühne verbunden und trat auch nach 1945 regelmäßig an kleineren Bühnen Londons auf.

## Filmografie
- 1920: Beyond the Dreams of Avarice
- 1921: The Road to London
- 1922: The Bohemian Girl
- 1922: The Pointing Finger
- 1923: Three to One Against
- 1923: Constant Hot Water
- 1924: Odd Tricks
- 1925: The Only Way
- 1925: Nell Gwynne
- 1926: Ein Kind der Straße (London)
- 1926: The House of Marney
- 1927: Die Maitresse des Königs (Madame Pompadour)
- 1927: Poppies of Flanders
- 1927: The White Sheik
- 1928: The Farmer’s Wife
- 1928: Eileen of Trees
- 1928: Heimliche Ehe (Kitty)
- 1928: Das Haus des Schweigens (The Silent House)
- 1929: Power Over Men
- 1930: The W Plan
- 1930: The Nipper
- 1931: Sally in Our Alley
- 1931: Jealousy
- 1931: Congress Dances
- 1932: Goodnight Vienna
- 1932: White Face
- 1932: The Love Contract
- 1933: Das Privatleben Heinrichs VIII. (The Private Life of Henry VIII.)
- 1933: Bitter Sweet
- 1933: High Finance
- 1933: Dick Turpin
- 1934: Katharina die Große (Catherine the Great)
- 1934: Dein ist mein Herz (Blossom Time)
- 1934: Little Friend
- 1934: Chu Chin Chow
- 1934: Jud Süß (Jew Suss)
- 1934: Die scharlachrote Blume (The Scarlet Pimpernell)
- 1935: The Iron Duke
- 1935: Struensee – Mein Herz der Königin (The Dictator)
- 1935: Bulldog Jack
- 1935: Drake of England
- 1935: Die Dubarry (I Give My Heart)
- 1935: Hyde Park Corner
- 1936: Broken Blossoms
- 1936: Juggernaut
- 1936: All in
- 1936: Irish for Luck
- 1937: You Live and Learn
- 1937: Mr. Reeder in Room 13
- 1938: Gewagtes Spiel (Break the News)
- 1938: Thirteen Men and a Gun
- 1939: Hey Hey U.S.A.!
- 1939: Confidential Lady
- 1939: Bravo George! (Come on George)
- 1939: Spy for a Day
- 1940: Spellbound
- 1940: Freedom Radio
- 1941: Der Gouverneur von Pennsylvanien (Penn of Pennsylvania)
- 1941: The Young Mr. Pitt
- 1942: Much Too Shy
- 1942: Tomorrow We Live
- 1943: My Learned Friend
- 1944: Give Us the Moon
- 1944: Champagne Charlie
- 1945: Cäsar und Cleopatra (Caesar and Cleopatra)
- 1947: Oliver Twist
- 1948: Wenn Frauen träumen (Once Upon a Dream)
- 1948: Pique Dame (The Queen of Spades)
- 1949: Die Ratte von Soho (Night and the City)
- 1950: Die schwarze Rose (The Black Rose)
- 1950: Einmal Millionär sein (The Lavendar Hill Mob)
- 1952: Der Unwiderstehliche (The Card)
- 1952: Streng geheim (Top Secret)
- 1952: Der Mann, der sich selbst nicht kannte (The Man Who Watched Trains Go By)
- 1952: Mr. Pickwick (The Pickwick Papers)
- 1953: Herr im Haus bin ich (Hobson’s Choice)
- 1954: The Brain Machine
- 1954: Lockende Tiefe (The Deep Blue Sea)
- 1955: Der Mann, den es nie gab (The Man Who Never Was)
- 1956: Treibgut der Leidenschaft (Sea Wife)
- 1957: Die nackte Wahrheit (The Naked Truth)
- 1958: Too Many Crooks
- 1959: Charlie Drake (Fernsehfilm)
- 1960: The Missing Page (Fernsehfilm)